# Typhonium weipanum
Typhonium weipanum är en kallaväxtart som beskrevs av Alistair Hay. Typhonium weipanum ingår i släktet Typhonium och familjen kallaväxter. Inga underarter finns listade.